# Anna Caula i Paretas
Anna Caula i Paretas  (Gerona, 6 de abril de 1971) é uma treinadora de basquete feminino e política catalã, deputada no Parlamento da Catalunha na XI legislatura pela coalizão Juntos pelo Sim e na XII pela coalizão eleitoral Esquerra Republicana de Cataluña-Cataluña Sim.

## Biografia
Anna Caula é treinadora superior de basquete pela Federação espanhola de basquete (1996) e tem estudos de psicologia pela Universidade Aberta de Cataluña.
Tem sido treinadora de diferentes clubes de basquete de Gerona: Grupo Excursionista e Desportivo Gerundense (GEIEG), o CB Bañolas, o CD Maristas Gerona e o CD Santa Eugenia.
Treinadora do Uni Girona Clube de Bàsquet desde a temporada 2008-2009 em que a equipe disputava na Une Feminina 2 de Basquete de Espanha a temporada 2013-14 da Une Feminina de Basquete de Espanha. Durante as seis temporadas que dirigiu a equipe, conseguiu, em seu primeiro ano, a ascensão da equipe à Une Feminina de Basquete de Espanha, dois segundos lugares na maior competição nacional, duas participações na Copa da Rainha, duas presenças nos playoffs e uma final de Supercopa. Desde o ano 2014 é diretora do Clube de Basquete Uni Girona. 
Tem sido treinadora da categoria Sub-20 da Seleção feminina de basquete de Espanha, onde conseguiu no Campeonato Europeu de Basquete Feminino Sub-20 duas medalhas de Ouro (2012 e 2013) e uma medalha de prata (2014).

## Eleições
Nas Eleições ao Parlamento de Cataluña de 2015 fez parte da candidatura independentista Juntos pelo Sim no número 2 da circunscrição eleitoral de Gerona obtendo a cadeira de deputada no Parlamento da Cataluña.
Nas Eleições ao Parlamento da Cataluña de 2017 voltou a ser eleita como deputada no Parlamento da Cataluña na XII legislatura autonómica de Cataluña pela coalizão eleitoral Esquerra Republicana de Cataluña-Cataluña Sim.
Em maio de 2018, substituiu Sergi Sabrià como porta-voz do Grupo Parlamentar Republicano. Em março de 2021, foi eleita primeira vice-presidente do Parlamento.
No dia 2 de junho de 2021, foi anunciada a sua saída da vice-presidência do Parlamento para se tornar secretária-geral do Desporto, atribuída ao ministério da Presidência, chefiado por Laura Vilagrà.